# Expedición Walcheren
La Expedición Walcheren (30 de julio-10 de diciembre de 1809) fue una operación militar llevada a cabo por el Reino Unido durante las guerras napoleónicas.
Ésta fue la última de una serie de operaciones en Flandes (hoy Bélgica) que se llevaron a cabo en 1809, y la mayor de ellas involucrando a un completo ejército de 40 000 soldados que cruzaron el mar del Norte.

## Objetivos
La expedición pretendía atacar la base naval de Amberes, controlada por los franceses, proporcionando una maniobra de distracción para los fuertemente presionados austriacos (aunque el efecto no fue tal, al producirse la decisiva batalla de Wagram antes de que la expedición estuviera en marcha). En un primer movimiento, el ejército británico tomó la isla de Walcheren, una isla pantanosa y plagada de fiebre en la desembocadura del río Escalda, así como el sur de la isla Beveland (ambas parte de los Países Bajos en la actualidad).
Las tropas británicas comenzaron pronto a sufrir malaria, y al mes de haber tomado las islas, se encontraron con 8000 casos de la enfermedad. Las provisiones médicas de la expedición demostraron ser completamente inadecuadas.
La operación estaba comandada por John Pitt, segundo conde de Chatham (ejército) y por Sir Richard Strachan (armada). Chatham tenía reputación de hombre extremadamente cauteloso y dio a la operación un ritmo peligrosamente lento. Mientras las tropas inglesas se entretenían en la captura de Flesinga (15 de agosto) y rendían algunos pueblos, el enemigo reforzaba fuertemente Amberes. Ya con su principal objetivo fuera de alcance, la expedición fue cancelada a principios de septiembre. Alrededor de 12 000 soldados permanecían en Walcheren, pero en octubre, solo 5000 de ellos se encontraban preparados para la acción.
Con todo esto, el gobierno británico había malgastado casi 8 millones de libras en la expedición, en la que 4067 hombres murieron, aunque solo 106 de ellos lo hicieron en combate. Casi 12 000 hombres aún se encontraban enfermos en febrero de 1810, y muchos otros sufrieron secuelas permanentes.